# Джафар II (емір Тбілісі)
Джафар II (д/н — 981) — 11-й емір аль-Тефеліса у 952—981 роках.

## Життєпис
Походив з династії Джаффаридів. Син еміра Мансура I. Посів трон 952 року. Зберігав союз із Кахетією, спільно з якою боровся проти Тао-Кларджеті і Абхазії.
Зумів розширити власні володіння. 971 року остаточно звільнився від впливу Саларидів. У внутрішній політиці продовжував політику попередника, карбував срібні дирхеми за встановленим батьком зразком.
Помер 981 року. Йому спадкував син Алі II.